# Patrick Aaltonen
Patrick Aaltonen (Thais: พาทริค อัลโตเน่น) (Raisio, 18 maart 1994) is een Fins-Thais voetballer die bij voorkeur als verdediger speelde. Hij speelde als profvoetballer in Finland en Thailand.

## Clubcarrière
Aaltonen kwam in 2005 in de jeugdopleiding van HJK Helsinki terecht. In 2010 maakte hij de overstap naar de B-junioren van FC Honka. In 2011 debuteerde hij in de Kakkonen namens Pallohonka, het tweede elftal van de club. Een jaar  later brak hij door in het eerste elftal en kwam hij tot 16 wedstrijden op het hoogste niveau. Het seizoen erop kwam hij echter nauwelijks tot speelminuten en op 1 januari 2014 verkaste hij naar HIFK Helsinki, uitkomend in de Ykkösliiga. Na een seizoen liep zijn contract af waarna hij terugkeerde bij FC Honka. 
Twee maanden later vertrok Aaltonen alweer en in juni 2015 tekende hij een contract bij de Thaise club Ubon UMT United. In zijn eerste seizoen wist hij met de club promotie af te dwingen naar de Thai League 2, het tweede niveau. In januari 2016 werd Aaltonen verhuurd aan Inter Pattaya. De club werd echter na vier speelrondes uit de competitie gehaald vanwege financiële problemen. 
Na in de herfst van 2016 wederom teruggekeerd te zijn bij FC Honka, tekende hij op 28 januari 2017 een contract tot het einde van het kalenderjaar bij IF Gnistan. Na afloop van zijn contract verbond hij zich aan het Thaise PTT Rayong.

## Interlandcarrière
Aaltonen speelde onder andere interlands namens Finland onder 17 en Finland onder 21.